# Финн, Павел Константинович
Па́вел Константи́нович Финн (настоящая фамилия — Финн-Хальфин; род. 28 июня 1940, Москва) — советский и российский киносценарист, актёр, журналист. Заслуженный деятель искусств РСФСР (1991).

## Биография
Отец — писатель и драматург Константин Яковлевич Финн (Финн-Хальфин) (1904—1975). Брат — Виктор Финн (род. 1933), исследователь в области искусственного интеллекта и математической логики.
Окончил сценарный факультет ВГИКа (1962). Был журналистом, работал в документальном кино и телевидении. С 1968 года пишет сценарии к игровым фильмам.
C 1987 г. по 1998 г. руководил сценарными мастерскими , с 1999 года П. К. Финн совместно с В. И. Хотиненко и В. А. Фенченко руководит  мастерской режиссуры игрового фильма  на Высших курсах сценаристов и режиссёров.

## Общественная позиция
В марте 2014 году подписал письмо «Мы с Вами!» КиноСоюза в поддержку украинского Евромайдана, а также обращение против политики российской власти в Крыму.
В 2018 году поддержал обращение Европейской киноакадемии в защиту заключённого в России украинского режиссёра Олега Сенцова.

## Фильмография

### Актёр
- 1964 — Застава Ильича (Мне двадцать лет) — гость

### Автор сценария
- 1970 — Миссия в Кабуле
- 1970 — Заблудшие («Белый корабль»)
- 1973 — Всадник без головы
- 1973 — Сломанная подкова
- 1975 — Новогодние приключения Маши и Вити
- 1977 — Вооружён и очень опасен (время и герои Франсиса Брет Гарта)
- 1977 — Объяснение в любви
- 1979 — День свадьбы придётся уточнить
- 1980 — Двадцать шесть дней из жизни Достоевского
- 1981 — Несравненный Наконечников
- 1983 — Льдина в теплом море
- 1985 — Чужие здесь не ходят
- 1985 — Свидетель
- 1986 — Детская площадка
- 1986 — Плата за проезд
- 1989 — Леди Макбет Мценского уезда
- 1989 — Случайный вальс
- 1990 — Закат
- 1990 — Я служил в аппарате Сталина, или Песни олигархов
- 1991 — Большой концерт народов, или Дыхание Чейн-Стокса
- 1991 — Миф о Леониде
- 1993 — Месть шута
- 1993 — Шейлок
- 1995 — За что?
- 1996 — Карьера Артуро Уи. Новая версия
- 1997 — Мы дети твои, Москва
- 2000 — Врата Евы
- 2000 — Тайны дворцовых переворотов
- 2004 — Вечерний звон
- 2004 — Брейк-Пойнт
- 2004 — Смерть Таирова
- 2006 — Три девушки
- 2006 — Спасатели. Затмение
- 2006 — Бесы (т/с)
- 2008 — Подарок Сталину
- 2013 — Роль